# Pisenus chujoi
Pisenus chujoi là một loài bọ cánh cứng trong họ Tetratomidae. Loài này được Miyatake miêu tả khoa học đầu tiên năm 1960.